# Інтернет-ідентичність
Інтернет-ідентичність (IID), також ідентичність в Інтернеті або інтернет-персона, є соціальною ідентичністю, яку користувач Інтернету встановлює в онлайн-спільнотах і на вебсайтах. Це також може бути активно побудована презентація себе. Хоча деякі люди вирішують використовувати свої справжні імена в Інтернеті, деякі користувачі Інтернету вважають за краще залишатися анонімними, ідентифікуючи себе за допомогою псевдонімів, які розкривають різну кількість особистої інформації. Ідентичність в Інтернеті може навіть визначатися відношенням користувача до певної соціальної групи, частиною якої він є в Інтернеті. Деякі можуть бути оманливими щодо своєї особистості.
У деяких онлайн-контекстах, зокрема на Інтернет-форумах, онлайн-чатах і багатокористувацьких онлайн-рольових іграх (MMORPG), користувачі можуть представляти себе візуально, вибираючи аватар, графічне зображення розміром із піктограму. Аватар — це один зі способів, яким користувачі ідентифікують свою особистість в Інтернеті. Завдяки взаємодії з іншими користувачами встановлений ідентифікатор в Інтернеті набуває репутації, що дає змогу іншим користувачам вирішувати, чи заслуговує ця особа довіри. Інтернет-ідентифікації пов'язуються з користувачами за допомогою аутентифікації, яка зазвичай вимагає реєстрації та входу в систему. Деякі вебсайти також використовують IP-адресу користувача або файли cookie для відстеження для ідентифікації користувачів.
Я-концепція та те, як на неї впливають новітні технології, є предметом дослідження в таких галузях, як освіта, психологія та соціологія.

## Соціальна ідентичність в Інтернеті

### Вираження ідентичності та виявлення ідентичності
Соціальна мережа, тобто використання Інтернету для підтримки соціального процесу, являє собою простір, у якому люди мають можливість висловити та показати свою ідентичність у соціальному контексті. Наприклад, люди чітко визначають свою особу, створюючи профілі користувачів у соціальних мережах, таких як Facebook або LinkedIn, а також у службах онлайн-знайомств. Висловлюючи думки в блогах та інших соціальних мережах, вони визначають більш мовчазну ідентичність.
Розкриття персони особи може викликати певні проблеми, пов'язані з конфіденційністю. Багато людей використовують стратегії, які допомагають їм контролювати розкриття особистої інформації в Інтернеті. Деякі стратегії вимагають від користувачів значних зусиль.
Поява концепції онлайн-ідентичності викликала багато запитань серед науковців. Сервіси соціальних мереж та онлайн- аватарки ускладнили концепцію ідентичності. Академічна наука відповіла на ці нові тенденції, створивши такі області наукових досліджень, як Technoself дослідження, які зосереджуються на всіх аспектах людської ідентичності в технологічних суспільствах.
Діяльність в Інтернеті також може вплинути на нашу особисту ідентичність в автономному режимі.